# Komitat Árva
Komitat Árva (pol. komitat Orawa, węg. Árva vármegye, łac. comitatus Arviensis) – dawny komitat w północnej części Królestwa Węgier, w Górnych Węgrzech.
Komitat Árva powstał w XV w. Siedzibą władz komitatu był Zamek Orawski, następnie Nagyfalu, a od XVII w. Alsókubin. W okresie przed I wojną światową komitat dzielił się na cztery powiaty.
Po traktacie w Trianon komitat znalazł się w granicach Czechosłowacji, małe fragmenty przypadły Polsce (Polsko-czechosłowackie konflikty graniczne).
| Powiaty (járás) | Powiaty (járás) |
| Powiat          | Siedziba władz  |
| --------------- | --------------- |
| Alsókubin       | Alsókubin       |
| Námesztó        | Námesztó        |
| Trsztena        | Trsztena        |
| Vár             | Turdossin       |